# Corgatha
Corgatha is een geslacht van vlinders van de familie Uilen (Noctuidae), uit de onderfamilie Acontiinae.

## Soorten
- C. albivertex Hampson, 1907
- C. ancistrodes Turner, 1936
- C. argenticosta Hampson, 1910
- C. argentisparsa Hampson, 1895
- C. argillacea Butler, 1879
- C. atripuncta Warren, 1913
- C. binotata Warren, 1913
- C. bipunctata Bethune-Baker, 1906
- C. castaneorufa Rothschild, 1916
- C. costalba Wileman & West, 1929
- C. costinotalis Moore, 1867
- C. chionocrapsis Hampson, 1918
- C. daphoena Hampson, 1910
- C. dictaria Walker, 1861
- C. dichionistis Turner, 1902
- C. diploata Hampson, 1910
- C. emarginata Hampson, 1914
- C. figuralis Walker, 1865
- C. flavicosta Hampson, 1910
- C. fusca Tanaka, 1973
- C. gemmifer Hampson, 1894
- C. gifuensis Nagano, 1918
- C. griseicosta Holloway, 1976
- C. hebescens Butler, 1879
- C. inflammata Hampson, 1914
- C. melanistis Hampson, 1910
- C. miltophyres Turner, 1920
- C. miltopolia Turner, 1945
- C. minor Moore, 1885
- C. minuta Bethune-Baker, 1906
- C. molybdophaes Turner, 1936
- C. nabalua Holloway, 1976
- C. nawai Nagano, 1918
- C. nigricosta Warren, 1913
- C. obsoleta Marumo, 1932
- C. ochrobapta Turner, 1941
- C. pleuroplaca Turner, 1936
- C. pusilla Swinhoe, 1903
- C. pygmaea Wileman, 1911
- C. rubecula Warren, 1913
- C. rubra Hampson, 1891
- C. semipardata Walker, 1862
- C. straminea Butler, 1886
- C. thyridioides Kenrick, 1917
- C. tornalis Wileman, 1915
- C. xanthobela Hampson, 1918
- C. yoshinoensis Wileman, 1911
- C. zonalis Walker, 1858